# 玄怪錄
《玄怪錄》，又稱《幽怪錄》，凡十卷，另有《補遺》一卷，一般認為作者是牛僧孺。唐代小說。
《玄怪錄》最早著錄於《崇文總目》小說類。宋代因避宋太祖赵匡胤始祖玄朗讳，改名《幽怪录》。玄怪錄的篇幅漫长，故事新奇，名篇有《杜子春》、《张老》等。《玄怪錄》之後，又有李復言所撰《續玄怪錄》。《玄怪錄》原書已久佚，今從《太平广记》和《绀珠集》、《类说》、《说郛》等书輯得部分佚文，目前所發現最早的明刻本《玄怪錄》内容又與《續玄怪錄》混雜，真偽難辨。例如《太平廣記》收錄《杜子春》、《张老》、《裴谌》、《尼妙寂》、《柳归舜》、《刘法师》、《刀俊朝》等七篇引作《續玄怪錄》，但宋版《續玄怪錄》不收《杜子春》一文。今人程毅中整理《玄怪錄》一書，共五十八篇。
《玄怪錄》為其後多位小說家仿效，除上述的《續玄怪錄》外，薛漁思的《河東記》亦自稱為續牛僧孺之書。